# Shepherds Hill Recreation Park
Shepherds Hill Recreation Park är en park i Australien. Den ligger i delstaten South Australia, nära delstatshuvudstaden Adelaide. Shepherds Hill Recreation Park ligger 127 meter över havet.
Runt Shepherds Hill Recreation Park är det ganska tätbefolkat, med 222 invånare per kvadratkilometer.. Närmaste större samhälle är Adelaide, nära Shepherds Hill Recreation Park. 
I omgivningarna runt Shepherds Hill Recreation Park växer huvudsakligen savannskog. Genomsnittlig årsnederbörd är 729 millimeter. Den regnigaste månaden är juni, med i genomsnitt 133 mm nederbörd, och den torraste är december, med 21 mm nederbörd.